# Stanley Cohen
Stanley Cohen (ur. 17 listopada 1922 w Nowym Jorku, zm. 5 lutego 2020 w Nashville) – amerykański biochemik, laureat Nagrody Nagrody Nobla w dziedzinie fizjologii lub medycyny 1986.
W latach 1967–1986 był profesorem Szkoły Medycznej przy Vanderbit University w Nashville; członek m.in. Royal Society oraz Amerykańskiej Akademii Umiejętności w Bostonie.
Prowadził badania nad mechanizmami wzrostu komórek. W latach 50. odkrył białkową budowę czynnika wzrostu nerwów (NGF), w 1962 odkrył czynnik wzrostu naskórka (EGF). Za całokształt osiągnięć w badaniach nad komórkami został uhonorowany Nagrodą Nobla w 1986, wspólnie z uczoną włoskiego pochodzenia Ritą Levi-Montalcini.